# ISO 10007
La norme internationale ISO 10007 intitulée "Systèmes de management de la qualité — Lignes directrices pour la gestion de la configuration" est un ensemble de recommandations concernant l'utilisation de la gestion de configuration dans des organisations publiques ou privées. Elle définit les concepts et responsabilités autour de la configuration d'un produit et décrit les activités du processus de gestion de configuration.  Cette norme de dix pages est publiée par l'Organisation internationale de normalisation et la dernière version a été éditée en mars 2017.

## Principes
ISO 10007 définit une configuration comme un « ensemble de caractéristiques fonctionnelles et physiques corrélées d’un produit définies par l’information de configuration produit ».   
ISO 10007 définit l'article de configuration comme « unité au sein d'une configuration qui satisfait une fonction d'utilisation finale ».  
ISO 10007 définit la configuration de référence comme « information de configuration approuvée qui établit les caractéristiques d'un produit ou d’un service à une étape de la vie du produit ou du service et servant de référence pour les activités réalisées tout au long du cycle de vie du produit ou du service ».  
ISO 10007 définit l'enregistrement de l'état de la configuration comme « action d’enregistrer et de présenter sous des formes définies l’information de configuration, l’état des demandes d’évolution et de la mise en œuvre des évolutions approuvées ».  
La norme identifie les responsabilités de la gestion de configuration, et en particulier celle de l'autorité de décision. Elle détaille également les activités du processus de gestion de configuration:   
- planification de la gestion de configuration,
- identification de la configuration,
- maîtrise des évolutions de la configuration,
- enregistrements de l'état de configuration et
- audit de la configuration.

Une annexe propose des éléments pour établir un plan de gestion de configuration.

## Relations avec d'autres normes et référentiels
ISO 10007 dépend des normes ISO 9000 sur les principes essentiels et le vocabulaire relatif aux systèmes de qualité. Aux dix pages de la norme, il faut donc rajouter les 53 pages de ISO 9000, ce qui fait 63 pages au total.

## Origine et historique
En 1979, le comité technique ISO/TC 176 est créé pour conduire les travaux de normalisation dans le domaine de la qualité, dont sera issu la norme ISO 9000. Celui-ci constitue en 1982 le groupe de travail SC 2 pour traiter des systèmes de qualité et qui sera à l'origine notamment des normes ISO 9001 pour les exigences des systèmes de qualité, ISO 9004 concernant l'amélioration des performances, ISO 10005 pour les lignes directrices applicables aux plans de qualité, ISO 10006 pour les lignes directrices applicables à la qualité dans le cadre des projets, et ISO 10007 pour les lignes directrices applicables à la gestion de configuration.
La première version, ISO 10007:1995 est publiée en avril 1995.
Une deuxième version, ISO 10007:2003 est publiée en juin 2003.
Une troisième version, ISO 10007:2017 est publiée en mars 2017.